# Castell de Canet (Rosselló)

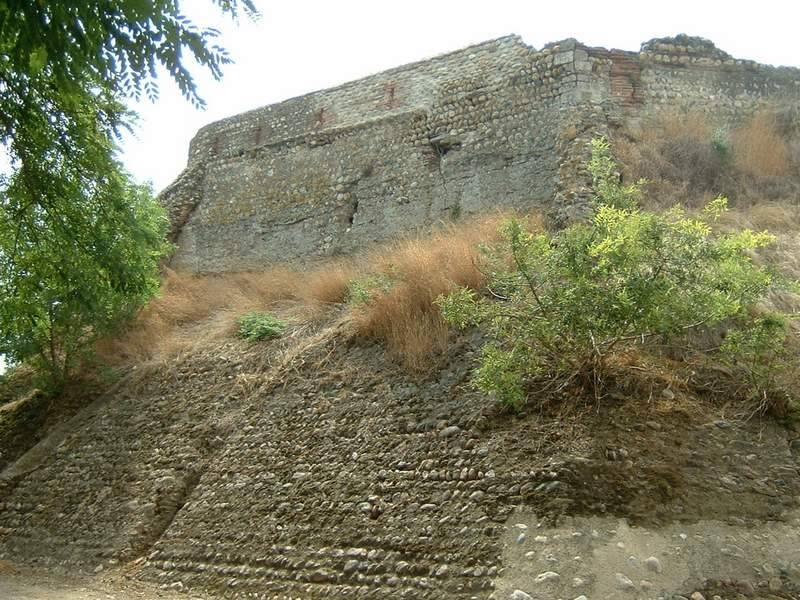
Muralla nord del castell

El Castell de Canet és un castell medieval d'estil romànic del segle xi situat a la vila de Canet de Rosselló, a la comarca del Rosselló, de la Catalunya del Nord.
Està situat al capdamunt del turó que domina pel nord la vila de Canet, en una elevació a la dreta del riu Tet. La vila s'estén als peus del turó, principalment en els seus vessants oest, sud i est.

## Història

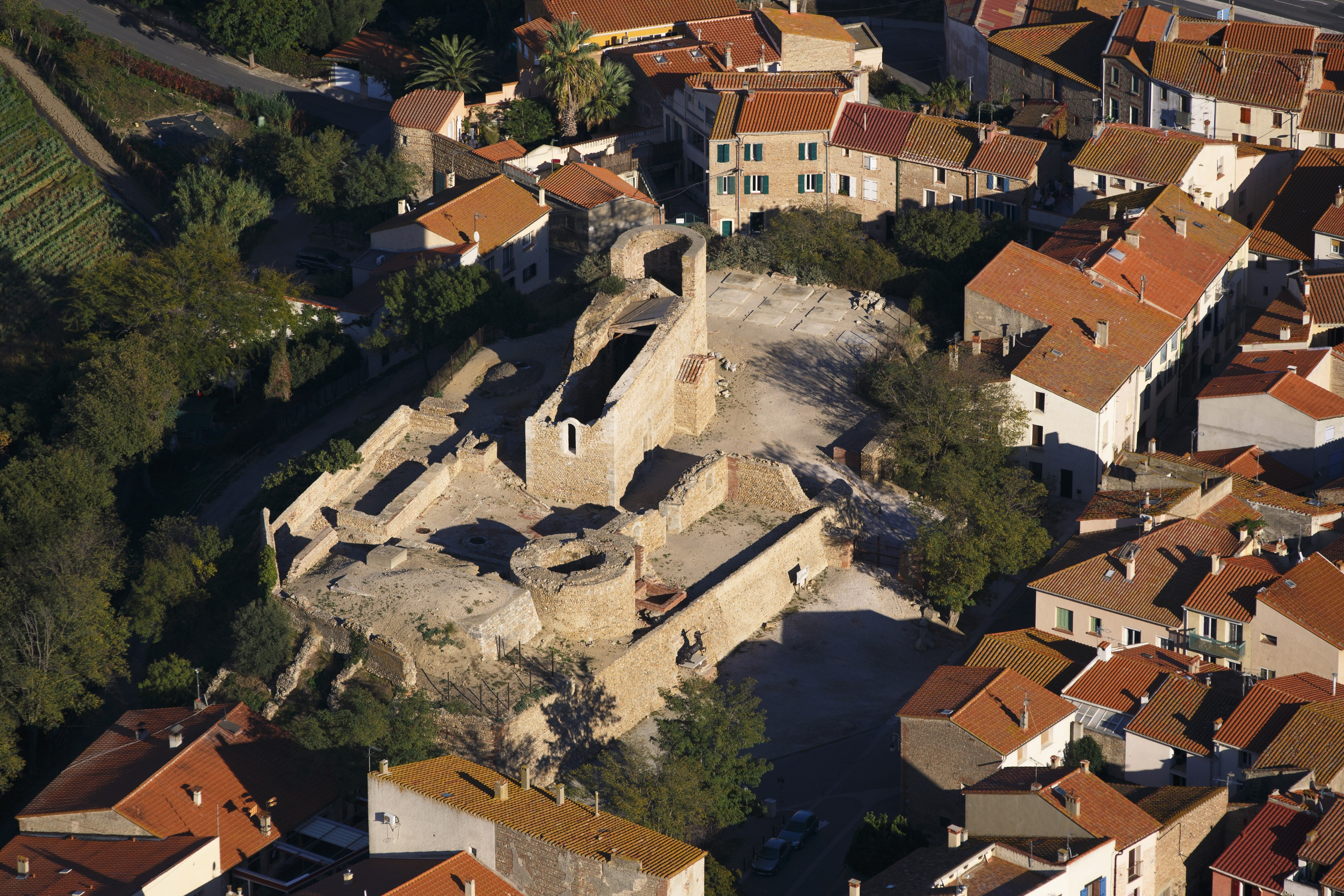
Vista aèria del castell

El Castell de Canet està documentat del 1017 ençà (Villa Kanedo), amb nombrosos esments al llarg dels segles xi i xii: anys 1050, 1052, 1060, 1075, 1118..., amb les formes Canetum, Castellum de Caned, Canned, Caned... La família Canet s'inicia amb els fills de Goltregot, possessor del castell de Canet a mitjan segle xi. Ramon I, fills de Berenguer I i Goltregot, Pere Ramon -o Pere I-, successor de Ramon I el 1070, que fou marmessor de Guillem, vescomte de Castellnou i ardiaca d'Elna, el 1091 són els primers d'aquest llinatge a aparèixer en els documents. Se succeeixen sis generacions de la mateixa família: Ramon Berenguer I, Ramon II, Guillem I (germà de l'anterior, que no fou senyor de Canet, però sí que fou transmès el senyoriu al seu fill), Ramon III (senyor de Canet, Rodés, Domanova, Mosset i Torre Mascarda), Guillem II i Timbor, filla del darrer. En aquest moment, tot i mantenir el cognom de Canet, entra un llinatge nou quan Timbor es casa amb Ponç de la Guàrdia. Els seus fills són Ramon IV, Guillem III (primer vescomte de Canet), germans, Ramon V, fill de Guillem, segon vescomte de Canet, i Maria, filla de Ramon V, qui es casa amb Amalric III de Narbona.

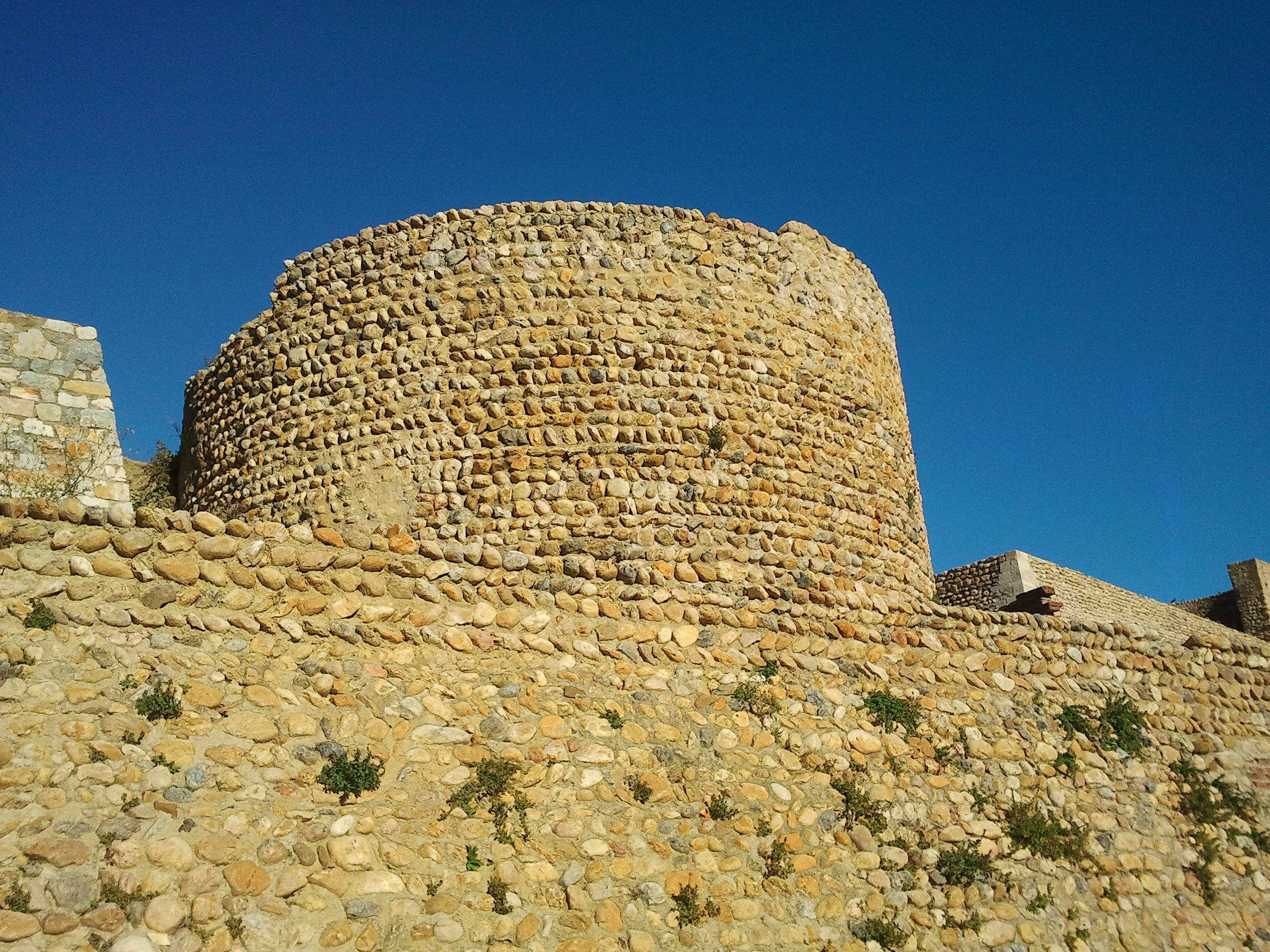
Torre mestra del castell

Però anys abans, Canet havia canviat de mans, a través d'una branca lateral de la família: el vescomtat passà al nebot de Ramon V, Pere II de Fenollet, qui uní al de Canet el vescomtat d'Illa. En aquest moment els dominis dels Canet - Fenollet eren força amplis: per la banda dels Canet, les senyories de Canet, Sant Miquel de Forques, Santa Maria la Mar, Mossellons, Vilarnau d'Amunt i d'Avall, Vilallonga de la Salanca, Alenyà, Salelles, Sant Nazari de Solsà, Tesà, Boaçà i Torrelles. Després del 1321, el tercer vescomte de Canet i segon d'Illa, Pere de Fenollet, afegí als seus dominis Sant Feliu d'Amunt i d'Avall i els castells de Corbera i de Llupià. Seguí el vescomtat en mans dels Fenollet, alguns membres dels quals es van veure embolicats en afers foscos, polítics i personals: Andreu de Fenollet i el seu fill Pere III de Fenollet, qui fou el darrer d'aquesta família. El 1423 els dos vescomtats passaren a mans del seu gendre, Pere-Galceran de Castro, vescomte d'Évol, qui reuní en la seva persona les tres principals entitats feudals del Rosselló.
El succeí Guillem Ramon de Castro, a qui Lluís XI de França confiscà les possessions i títols el 1464. Foren recuperats el 1493 pel seu net, Pere II de Castro, mort el 1530. El 1565 el vescomtat de Canet passà a un parent dels anteriors, el comte de Vallfogona, Pere Galceran de Pinós, i el vescomtat romangué en mans dels Pinós fins que Lluís XIV de França el tornà a confiscar, ara a Juan Francisco Fernández, comte d'Híjar, fill de Francesc de Pinós. Fou retornat el 1730 a Isidoro Fernández de Híjar, els descendents del qual encara el posseïen el 1789, any de la caiguda de l'Antic Règim.

## Les restes del castell

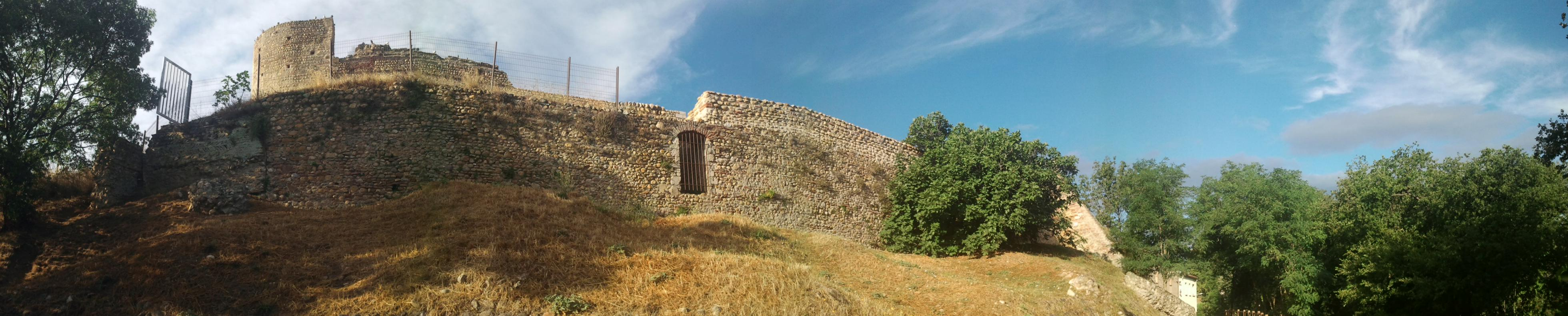
Muralles del sector nord-est

D'ençà del 1991 s'estan duent a terme treballs de restauració i consolidació de les restes del castell, visibles en tot l'entorn de la vila vella. L'estat avançat de ruïna en què havia romàs mostrava tanmateix vestigis molt importants. El recinte, amb una forma trapezoïdal allargassada, arriba a 95 metres de llargària per 30 d'amplària. Estava format per uns impressionants talussos, encara conservats, amb contraforts al nord i a l'oest, sense torres de flanquejament. Sí que hi havia torre de l'homenatge, de la qual es conserven els baixos, amb un diàmetre exterior de 8,5 i 4 d'interior. Té una cisterna a la part baixa.
Hi ha restes d'habitatges entre la torre i l'església de Sant Martí, i un pou de glaç darrere, al nord-est, d'aquest temple. El pou de glaç es remunta al segle xvii, segons la documentació existent. L'aparell constructiu del conjunt evidencia diferents etapes constructives: còdols de riera formant rengleres regulars (romànic), franges de les murades fetes de maons i còdols (segle XIV), i fragments amb maons de coronació de les muralles, d'època moderna.

## La vila murada
Als peus del castell es troba la vila de Canet, que era tancada a partir del castell, i presenta encara algunes torres i fragments de muralles. El vilatge antic és molt pintoresc, amb els seus carrers estrets, les seves places ombrejades i belles cases, la majoria restaurades o en procés de ser-ho. Algunes daten del segle xvii. Havia estat fortificat, i hi ha vestigis importants de la muralla, que tenia almenys tres portes i estava flanquejada per 14 bestorres, de les quals se'n conserven dues. Després d'una important alteració al segle xv, va ser destruïda en gran manera al segle xix. Continua d'haver-hi algunes restes relativament grans, com la torre dita "Flip-flop" o Torre de l'Angle, d'altres a prop de l'antiga "Porta del Mar", al carrer de la Mare de Déu, i, finalment, a Pixa Cabrera, prop de l'antic molí, flanquejat per un fragment d'un imponent mur cortina. El conjunt ha estat recentment restaurat.